# Brauro Cove
Die Brauro Cove (englisch; bulgarisch залив Брауро saliw Brauro) ist eine 1,93 km breite und 620 m lange Bucht im Nordwesten von Snow Island im Archipel der Südlichen Shetlandinseln. Sie liegt südwestlich des Mezdra Point und nordöstlich des Irnik Point.
Die bulgarische Kommission für Antarktische Geographische Namen benannte sie 2020 nach der thrakischen Gottheit Brauro.